# Kobylin (stacja kolejowa)
Kobylin – stacja kolejowa położona w Kobylinie w woj. wielkopolskim, w powiecie krotoszyńskim, w gminie Kobylin.

## Ruch pasażerski[2]
| Rok  | Wymiana pasażerska na dobę |
| ---- | -------------------------- |
| 2017 | 50-99                      |
| 2018 | 50-99                      |
| 2019 | 50-99                      |
| 2020 | 20-49                      |
| 2021 | 50-99                      |
| 2022 | 100-149                    |
| 2023 | 100-149                    |

## Położenie
Stacja jest położona w zachodniej części Kobylina, około 500 metrów od centrum, przy ulicy Dworcowej.

## Historia
Pierwszy pociąg przyjechał do Kobylina 1 października 1888 roku, gdy otwarto linię łączącą Leszno z Ostrowem Wielkopolskim. W 1898 roku Kobylin stał się stacją węzłową po wybudowaniu linii kolejowej do Rawicza. Pierwsza z tych linii była początkowo linią lokalną, jednakże z czasem ze względu na bliskość granicy prusko-rosyjskiej ruch się stopniowo zwiększał, co spowodowało podniesienie rangi linii oraz dobudowanie drugiego toru, ukończonego w 1912 roku. Po II wojnie światowej wzrosło znaczenie linii Kobylin–Rawicz, gdyż tędy prowadziła najkrótsza droga z ZSRR do radzieckiej bazy wojskowej w Legnicy. Dzięki temu, pozornie lokalna linia została wyposażona w nowoczesne tory bezstykowe. Spadła natomiast ranga linii nr 14, która, mimo że zachowała dobre parametry, przestała być magistralą.
W 1996 roku zlikwidowano ruch na linii Kobylin-Rawicz, później na tej linii prowadzono tylko ruch drezynowy.

## Linie kolejowe
Kobylin jest stacją węzłową, w której od linii kolejowej nr 14 odchodzi linia kolejowa nr 362. W okolicy Kobylina na linii nr 14 obowiązuje prędkość 100 km/h dla wszystkich rodzajów pociągów, natomiast linia nr 362 jest zlikwidowana, na odcinku Kobylin – Smolice jest nieprzejezdna. Wszystkie linie są normalnotorowe niezelektryfikowane.

## Infrastruktura
Budynek dworca jest dwupiętrowy. Piętro oraz część parteru służą jako mieszkania socjalne. Druga część parteru jest okratowana i zabita dyktą, by zapobiec wandalizmom wewnątrz pomieszczeń. Wieża wodna nie jest używana i nie jest zdewastowana. Nastawnie wciąż są używane.